# Kyōhei Ōyama
Kyōhei Ōyama (japanisch 大山 恭平 Ōyama Kyōhei; * 22. Mai 1989 in der Präfektur Fukuoka) ist ein japanischer Fußballspieler.

## Karriere
Ōyama erlernte das Fußballspielen in der Jugendmannschaft von Avispa Fukuoka. Seinen ersten Vertrag unterschrieb er 2008 bei Avispa Fukuoka. Der Verein spielte in der zweithöchsten Liga des Landes, der J2 League. Für den Verein absolvierte er 18 Ligaspiele. Danach spielte er bei Renofa Yamaguchi FC.